# Lorenz Schwietz
Lorenz Schwietz, né le 25 juillet 1850 à Groß Döbern, arrondissement d'Oppeln (de), dans la province prussienne de Silésie et mort en mai 1925 à Breslau, fut « bourreau royal de Prusse » du 21 juin 1900 au 29 janvier 1914. Responsable de l'application de la peine de mort dans les provinces prussiennes, il a décapité un total de 123 personnes, la plupart à la hache, certaines à la guillotine.

## Biographie
Schwietz est d'abord boucher à Breslau, où il est formé à son métier, puis à Ratibor en Silésie avant de revenir à Breslau pour y ouvrir une boucherie. À partir de 1886, il y dirige une entreprise d'équarissage et travaille comme assistant du bourreau royal prussien Julius Krautz.
Krautz, aussi équarisseur, avait dû abandonner son poste de bourreau après avoir tué son assistant Gummich dans une bagarre de bar en avril 1889 en légitime défense. Le motif de la bagarre était une dispute sur une punition que Krautz avait infligé à Gummich parce que celui-ci avait bu de l'alcool sur son lieu de travail. Pour succéder à Krautz et reprendre le poste de bourreau à Breslau, les autorités pensent d'abord à Lorenz Schwietz mais y renoncent parce qu'il a un casier judiciaire. Les exécutions en Prusse sont à l'époque confiées aux membres de la famille Reindel, une famille d'équarisseurs et bourreaux. Cependant, Friedrich Reindel prend sa retraite en 1898 et son fils Wilhelm Reindel est renvoyé pour être venu ivre plusieurs fois au travail et n'être plus en mesure de séparer la tête du condamné de son torse de manière fiable et en un seul coup.
Le 21 juin 1900 Schwietz est nommé bourreau certifié, il procède à ses premières exécutions les 8 et 9 août. Mais la même année, le gendre de Wilhelm Reindel, Alwin Engelhardt, devient aussi bourreau certifié. Engelhardt, alors au chômage, prétend être le seul en Prusse à être habilité à exercer ce métier, arguant que Schwietz peut compter, lui, sur d'autres revenus. Le ministère prussien de la Justice tranche l'affaire : Schwietz sera chargé des exécutions à l'est de l'Elbe, son concurrent Engelhardt à l'ouest. Le problème est qu'Engelhardt a comme son beau-père un problème avec l'alcool, et les autorités de Hanovre, par exemple, refusent de l'employer. Engelhardt démissionne en 1906, Schwietz est désormais le seul bourreau de Prusse.
Quand Schwietz est appelé pour une exécution, il amène avec lui trois ou quatre assistants ainsi qu'un banc peint en rouge (inventé par Friedrich Reindel et utilisé pour la première fois en 1883), une lourde hache, un billot en bois et un haut-de-forme noir. L'équipe de bourreaux voyage en train en troisième classe, aux frais de l'État de Prusse. Le condamné et le bourreau se rencontrent pour la première fois la veille de l'exécution. Schwietz évalue l'état physique et mental du délinquant au cas où celui-ci viendrait à résister. Après l'exécution, Schmietz grave le nom du condamné sur sa hache. Dans un entretien, il déclare ne pas avoir de remords, mais se considère comme serviteur de la justice terrestre, et précise : « L'exécution en elle-même, c'est-à-dire la manière dont je procède, n'est en fait aucunement une punition pour la chose terrible que ces personnes ont commise. La seule chose qui est terrible pour la plupart, ce sont les dernières heures, ce temps à partir du moment où ils savent qu'ils vont réellement perdre la vie ».
Au moins trois de ses assistants deviennent par la suite eux-mêmes bourreaux : Carl Gröpler, Joseph Kurz et Paul Spaethe. Spaethe succède à Schwietz en 1914 et procède à plusieurs exécutions sous sa direction pendant la Première Guerre mondiale, plus tard également de manière indépendante avec ses assistants August Sprung, Karl Ehrlich et Fritz Reichelt. Fritz Reichelt est assistant pendant de nombreuses années et ne procède lui-même à des exécutions qu'à la fin des années 1920 : comme il lui faut parfois deux coups pour trancher la tête, il est licencié en octobre 1933 par le ministère de la Justice du Reich. Reichelt proteste auprès de Hermann Göring et menace même d'aller voir Hitler, mais il n'est pas réintégré en raison de son manque de professionnalisme. Son successeur est Alwin Engelhardt, réembauché après des années d'inactivité.
Après la mort de sa femme en janvier 1924, Spaethe se suicide le 24 janvier. Kurz devait être son successeur, mais tombe malade et meurt en 1927. Gröpler est boucher de chevaux de formation, dirige une blanchisserie à Magdebourg, et est nommé bourreau lorsque Schwietz et Spaethe sont encore en fonction. Sous le Troisième Reich, on le charge de nombreuses exécutions. Gröpler meurt en captivité soviétique.
La femme de Schwietz meurt en 1923. La grande inflation au début des années 1920 fait fondre toutes ses économies. Contre les règles strictes de sa profession, il met en vente sa hache portant gravés les noms des condamnés décapités, mais le gain financier est décevant. Il passe deux ans dans l'obscurité de son appartement aux rideaux tirés, avec peu de contact avec le monde extérieur. En mai 1925, Lorenz Schwietz se sucide au revolver. L'année précédant sa mort, il a publié ses mémoires : Le journal du bourreau Schwietz de Breslau sur ses 123 exécutions, édité par Helmuth Kionka, Ruessmann, Breslau 1924.

## Cas caractéristiques
En 1907 à Bartenstein (province de Prusse-Orientale, royaume de Prusse), le garçon d'étable Friedrich Straß est condamné à mort pour avoir volé et assassiné le retraité Lappöhn, puis incendié sa maison pour dissimuler son crime. Après que l'empereur Guillaume II a refusé la grâce, Strauss est exécuté le 24 janvier 1908 à 8 heures du matin dans la cour de la prison du tribunal de Bartenstein : décapité à la hache, il reste ligoté car il s'est débattu jusqu'au bout.
En avril 1908 à Hirschberg (Province de Silésie, Royaume de Prusse) est exécutée la marchande Pauline Scholz. Chez elle habitait Wendelin Schäffer, un ouvrier de 67 ans qui possédait une fortune de 2 000 marks et cherchait une nouvelle épouse par les petites annonces, mais il mourut peu de temps après. Dans un testament, Pauline Scholz était désignée comme unique héritière. La mort de Schäffer semblait tout aussi suspecte que le testament. De grandes quantités d'arsenic furent retrouvées dans son corps et plusieurs bouteilles du même poison découvertes dans la maison Scholz. Le 16 octobre 1907, elle est condamnée à mort et décapitée le 30 avril 1908 à 6 heures du matin dans la cour de la prison du tribunal de Hirschberg par le bourreau Schwietz.